# Räntegap
Räntegap är skillnaden mellan två räntesatser. Termen används i flera olika betydelser men vanligen avses skillnad mellan inlåningsränta och utlåningsränta i en bank.
Utlåningsränta är den ränta till vilken en bank lånar ut pengar till kunder.
Inlåningsränta är den ränta banken betalar ut till den de "lånat in" pengar av, det vill säga den ränta man får på insatt kapital.